# Karl August Neumann (Sänger)
Karl August Neumann (* 29. Juli 1892 in Wuppertal; † 18. September 1947 in Berlin) war ein international gefragter Opernsänger (Bariton), Konzertsänger und Opernregisseur.
Karl August Neumann war ein Enkel des Opernsängers Angelo Neumann und der Sohn des Orientalisten Karl Eugen Neumann. Nach dem Start seiner Karriere 1917 in Mainz war Karl August Neumann an verschiedenen Opernhäusern tätig, u. a. in Elberfeld, Halle, Wien (Volksoper) und Leipzig, bevor er 1933 von Heinz Tietjen an die Staatsoper Berlin berufen wurde. Im selben Jahr sang er bei den Bayreuther Festspielen die Partie des Beckmesser in Wagners Meistersingern.
Neumann wirkte an mehreren Uraufführungen bekannter Werke mit, u. a. von den Komponisten Eugen d’Albert (Die schwarze Orchidee, 1928), Ernst Křenek (Das Leben des Orest, 1930), Eduard Künnecke (Die große Sünderin, 1935) und Mark Lothar (Schneider Wibbel, 1938).
Während der Zeit des Nationalsozialismus konnte Karl August Neumann nur mit einer von Generalintendant Heinz Tietjen erwirkten Sondergenehmigung auftreten. Seine Frau Irma Grawi war nach damaliger Definition „Volljüdin“, womit Neumann nicht Mitglied der Reichstheaterkammer sein durfte. Mit der Sonderregelung aber trat er weiter bei zahlreichen Opernproduktionen und als Konzertsänger im In- und Ausland auf. Im Sommer 1944 wurde er dann wegen angeblicher „Vorbereitung zum Hochverrat“ verhaftet. Er wurde wegen Kontakten zu Franz Jakob, neben Anton Saefkow einer der Protagonisten der neu formierten kommunistischen Widerstandsorganisation, zu drei Jahren Gefängnis verurteilt. Neumann habe von der illegalen Betätigung der Gruppe „glaubhafte, wenn auch nicht sehr tiefgehende Kenntnisse“ gehabt. Noch am 2. Januar 1945, während Neumann im Gefängnis saß, erteilte ihm Joseph Goebbels persönlich Berufsverbot.
Nach Kriegsende kam Karl August Neumann aus dem Gefängnis frei und wehrte sich gegen die übergangslose Weiterbeschäftigung, ja oft Bevorzugung der durch NSDAP-Engagement belasteten Sängerkollegen wie etwa Willi Domgraf-Fassbaender und Josef Greindl.  Er starb 1947 in Berlin nach einer Blinddarm-Operation.